# Tagebuch einer Kammerzofe (1946)
Tagebuch einer Kammerzofe ist ein 1945 gedrehter US-amerikanischer Liebesfilm von Jean Renoir mit Paulette Goddard in der Titelrolle und Burgess Meredith als ihr Galan. Beide Stars waren auch an der Produktion beteiligt, Meredith überdies am Drehbuch.

## Handlung
Frankreich im Jahre 1885. Die junge Célestine kommt eines Tages in den Haushalt der hochherrschaftlichen Familie Lanlaire, um dort die Stellung einer Kammerzofe anzunehmen. Der Landsitz ist edel, die Lanlaires eine Sippe mit reichlich Marotten und skurrilen Angewohnheiten. Monsieur Lanlaire leidet unter seiner dominanten Ehefrau, die in seinen Augen ein wahrer Drachen ist. Umso mehr macht er Célestine, die ihm gut gefällt und, ganz im Gegensatz zu Madame, auch noch attraktiv ist, schöne Augen und stellt ihr gern nach. Doch auch der Grundstücksnachbar Capitaine Mauger zeigt mehr Interesse an dem Zimmermädchen, als eigentlich zu erwarten war. Er lässt nichts unversucht, Célestine den Lanlaires abspenstig zu machen. Der ausgewiesene Exzentriker verspricht dem Mädchen, das mit ihrem Dienstantritt bei den Lanlaires durchaus die Hoffnung verband, die soziale Leiter hinaufzusteigen, sie zu heiraten, sollte sie zu ihm kommen. Das Angebot ist verlockend, da Mauger durchaus über beträchtlichen Wohlstand verfügt. Doch Célestine kann und will sich noch nicht entscheiden und vertröstet den nach ihr lechzenden Capitaine.
Eines Tages kehrt Lanlaires kränkelnder Sohn Georges vorübergehend aus Paris in das elterliche Heim zurück, und da Madame ihn unbedingt für länger halten will, kauft sie Célestine edle Kleider, mit der Maßgabe, sich fortan besonders intensiv Georges zu widmen. Célestine wird sogar im dünnen Négligé in Georges Zimmer geschickt, um ihm im Auftrag der Mutter eine heiße Brühe zu bringen. Der hatte eigentlich vor, nach Paris zurückzukehren und durchschaut, angesichts der großen Fürsorglichkeit seitens seiner Mutter deren Intention. Célestine begreift, dass man sie lediglich instrumentalisiert und manipuliert und regt sich darüber künstlich auf. Sie wirft ihre Arbeitsstelle hin und wartet nur auf eine Gelegenheit, mit Joseph, dem hauseigenen Butler, in die nächstgelegene Stadt fahren zu können. Ganz nebenbei verrät Joseph ihr, dass er plant, am Nationalfeiertag, wenn sich jedermann im Festtagstrubel befindet, das Tafelsilber der Lanlaires zu stibitzen. Dazu aber benötige er Célestine als Komplizin, die Schmiere stehen soll.
Beide wissen nicht, dass Josephs Plan von Madame Lanlaire heimlich belauscht wurde. Daraufhin durchkreuzt sie Josephs Diebesabsicht. Joseph sucht sich nunmehr ein anderes Opfer und glaubt, es in dem wohlhabenden Capitaine Mauger gefunden zu haben, dessen versteckten Barbesitz er an sich bringen will. Als Mauger sich am Feiertag außer Haus befindet, durchstöbert Joseph dessen Räume. Als Mauger heimkehrt ertappt er den langfingrigen Butler der Lanlaires in flagranti. Es kommt zum Zweikampf, bei dem Joseph den Capitaine umbringt. Er gerät in Panik und erklärt den Lanlaires, dass er seine Stellung zu kündigen und Célestine zu heiraten gedenke. Madame Lanlaire ist entzückt, denn die Kammerzofe, in die sich Georges mittlerweile verliebt hat, ist in ihren Augen nun wirklich keine passende Partie für ihren Sohn, und so erscheint ihr Célestines anstehender Abgang die eleganteste Lösung. Madame Lanlaire ist sogar bereit, Joseph das Tafelsilber zu überlassen, wenn er nur gehe und Célestine mit sich nehme. Diener und Kammerzofe wollen gerade aufbrechen als im letzten Moment Georges eingreift und Célestine bittet, zu bleiben. Joseph will dies um jeden Preis verhindern und lässt sich auf einen Zweikampf mit dem Lanlaire-Sohn ein, dem er unterliegt. Joseph stirbt, und Célestine und George planen fern des elterlichen Landsitzes eine gemeinsame Zukunft.

## Produktionsnotizen
Tagebuch einer Kammerzofe entstand 1945 in Hollywood und wurde am 15. Februar 1946 uraufgeführt. Es war Renoirs vorletzte – zudem auch noch enttäuschend ausgefallene (siehe Kritiken) – Hollywood-Produktion. In deutschen Kinos lief der Film nie an, seine Erstausstrahlung (als Original mit Untertiteln) erlebte Das Tagebuch einer Kammerzofe am 6. Juli 1969 im 3. Programm des Bayerischen Rundfunks.
Die Bauten entwarf Eugène Lourié, die Kostüme seine Frau Laure.

## Remake
1964 kam eine Neuverfilmung unter demselben Namen mit Jeanne Moreau in der Titelrolle in die Kinos. Regie führte hier Luis Buñuel.

## Kritiken
„Die Hollywood-Prominenz war ratlos in dieser durch und durch künstlichen und unüberzeugenden Adaption eines kleinen Klassikers.“

„Nicht leichter Versuch eines Melodrams im kontinentalen Stil […] Bemüht sich sehr, ist sich aber nie im klaren, was es sein möchte.“

„Versiert im Umgang mit Originalschauplätzen, musste Renoir vorwiegend in Atelier drehen, wodurch die Rekonstruktion des französischen Milieus eher steril ist als formal und inhaltlich überzeugend. Das von der Produktion erzwungene Happy Ende mildert zudem die Gesellschaftskritik der Vorlage. Auch schauspielerisch durchschnittlich.“